# Lepidochrysops pringlei
Lepidochrysops pringlei is een vlinder uit de familie van de Lycaenidae. De wetenschappelijke naam van de soort is voor het eerst geldig gepubliceerd in 1982 door Dickson.